# Bing Xin
Bing Xin (kinesiska:  冰心?, pinyin: Bīngxīn), född 5 oktober 1900, död 28 februari 1999, var en kinesisk författare. Hon är mest ihågkommen för sina verk som riktar sig till unga läsare.
Bing Xin föddes i Fuzhou, Fujian men flyttade som barn till kuststaden Yantai i Shandong, en plats som fick en avgörande påverkan på hennes personlighet och livsfilosofi, där kärlek och skönhet stod i centrum. Här började hon också vid sju års ålder läsa klassiker i den kinesiska litteraturen som Sagan om de tre kungarikena och Berättelser från träskmarkerna. 1913 flyttade hon till Peking. Fjärde maj-rörelsen 1919 inspirerade Bing till en stark patriotism och hon inledde sin litterära karriär med att skriva i en skoltidning vid universitetet i Yanjing där hon studerade. 1923 tog hon examen från universitetet och reste därefter till USA för vidare studier. 1926 återvände hon till Yanjing där hon undervisade vid universitetet fram till 1936. Hon gifte sig 1929 med Wu Wenzao, en antropolog och god vän från studietiden i USA. Paret besökte intellektuella kretsar i hela världen och hade kontakter med bland andra Virginia Woolf.
Som författare introducerade Bing Xin en ny och egen litterär stil, Bing Xin-stilen. Hon bidrog mycket till att främja kinesisk barnlitteratur och hennes texter finns i många läseböcker. Bing Xin var en mycket produktiv och mångsidig författare som skrev såväl prosa, poesi och romaner. Hennes litterära karriär sträckte sig över sju decennier, från 1919 till 1990-talet.
I Changle, Fujian finns ett museum tillägnat Bing Xin.